# Bayerischer Rundfunk

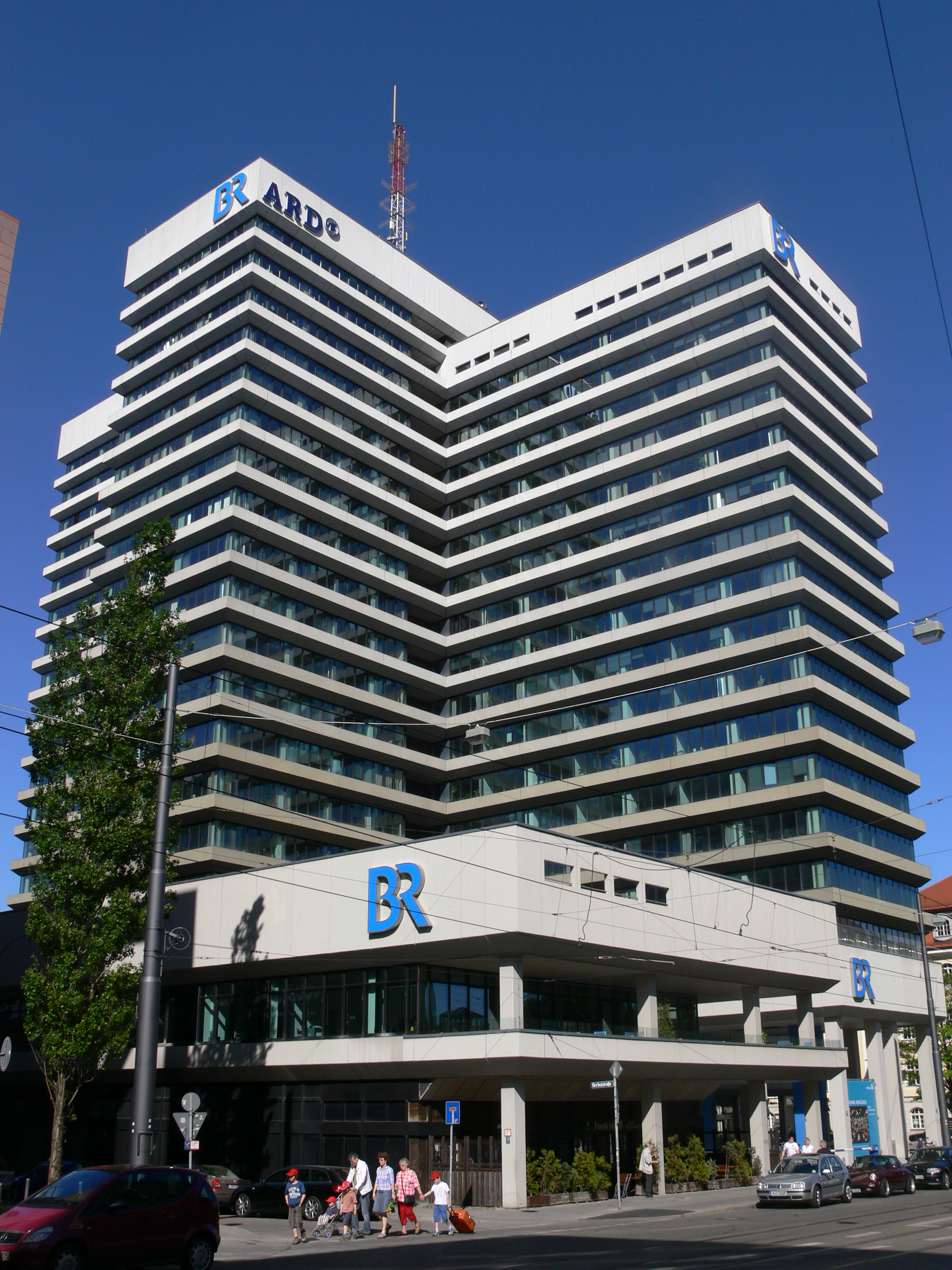
Siedziba BR w Monachium

Bayerischer Rundfunk (BR) – bawarski regionalny publiczny nadawca radiowo-telewizyjny, członek ARD. Siedzibą BR jest Monachium, gdzie znajduje się również odrębne studio dla Górnej Bawarii. Dalej BR posiada studia także w Norymberdze dla Górnej i Środkowej Frankonii, w Ratyzbonie dla Górnego Palatynatu i Dolnej Bawarii, w Würzburgu dla Dolnej Frankonii i w Augsburgu dla Szwabii. Bayerischer Rundfunk powstało w styczniu 1949.
BR jest producentem dziesięciu kanałów radiowych, z czego cztery transmitowane są tylko cyfrowo, i dwóch kanałów telewizyjnych. Pierwszy z nich, Bayerisches Fernsehen (zwany potocznie po prostu BR-fernsehen), można odbierać przy pomocy anten naziemnych i pełni on w Bawarii funkcję trzeciego programu telewizji publicznej. Drugi kanał, edukacyjny BR-alpha, jest transmitowany wyłącznie przez satelitę i sieci kablowe. Polskim widzom oba kanały są dostępne za pośrednictwem satelity Astra. 
Telewizyjne programy informacyjne:
- główny – Rundschau
- regionalne:
  - Schwaben und Altbayern aktuell – Szwabia i Stara Bawaria
  - Frankenschau(inne języki) – Frankonia

## Rozgłośnie radiowe
- Bayern 1 – złote przeboje i wiadomości lokalne
- Bayern 2 – kultura i publicystyka
- Bayern 3 – stacja muzyczna dla osób w średnim wieku
- BR-Klassik – muzyka poważna, jazz
- BR24 – informacje co 15 minut
- Puls – stacja dla młodzieży
- BR Verkehr – informacje dla kierowców
- Bayern 2 plus – transmisje kulturalne
- BR24live – transmisje z posiedzeń parlamentu federalnego i bawarskiego
- BR Schlager – niemieckie szlagiery
- BR Heimat(inne języki) – bawarska muzyka ludowa